# Matisia tinamastiana
Matisia tinamastiana är en malvaväxtart som beskrevs av A. Estrada och A. Cascante. Matisia tinamastiana ingår i släktet Matisia och familjen malvaväxter. Inga underarter finns listade i Catalogue of Life.